# Массовое уничтожение евреев в ходе восстания Хмельницкого
Восстание казаков под руководством Богдана Хмельницкого против власти Речи Посполитой в 1648—1654 годов сопровождалось массовым уничтожением евреев. Еврейская культура отразила хмельнитчину как гзерот тах (ивр. גזֵרות תַ"ח‎) — эпоху зверской жестокости и бед.
Восстание сопровождалось актами изощрённой жестокости в отношении жителей захваченных городов. Особая ненависть восставших была направлена на католических священников, монахов и евреев, которые обычно истреблялись поголовно. Часто то же происходило и с горожанами-поляками. Особый резонанс в еврейской среде вызвало уничтожение евреев Немирова и Тульчина в июне 1648 года. В избиении евреев казачьим войском Хмельницкого участвовало большое число представителей низового православного клира.
Точное число жертв неизвестно и, скорее всего, не будет достоверно установлено. Тем не менее, практически все источники соглашаются с фактом тотального исчезновения еврейских общин на территории, охваченной восстанием. Была уничтожена значительная часть еврейского населения Украины.
С середины XVI века и до восстания Хмельницкого в Польше находился центр европейского еврейства. На территории восстания была сосредоточена наиболее многочисленная и образованная община мирового еврейства. Истребление этой общины оказало глубокое влияние на весь еврейский мир.

## Предыстория

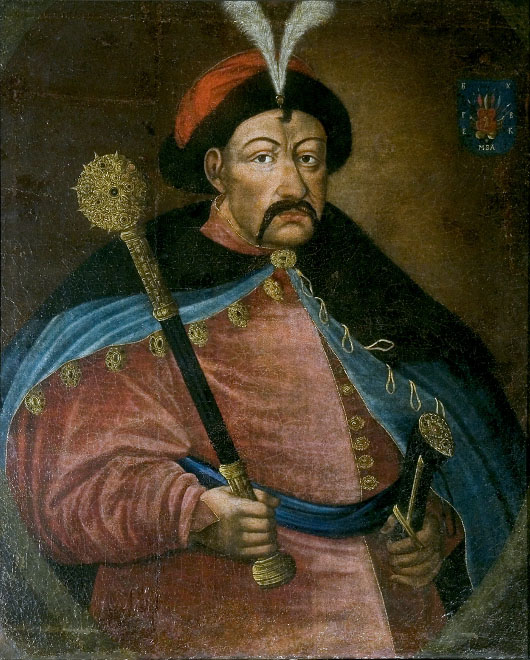
Богдан Хмельницкий, портрет, написанный по гравюре Вильгельма Гондиуса, автор неизвестен, вторая половина XVII века

Современники событий, в частности, Натан Ганновер, упоминали о существовании манифестов Хмельницкого, в которых содержались призывы к уничтожению поляков и евреев. Против последних эти послания выдвигали развёрнутые обвинения. Причинами уничтожения евреев стали как социальное противостояние и религиозная вражда, так и некоторые личные счёты Хмельницкого.
Евреи подвергались нападениям со стороны восставших как союзники поляков, поскольку они часто служили управляющими имениями польской аристократии. По мнению американского историка Альберта Линдеманна, назвать эти массовые убийства антисемитскими проблематично даже при использовании термина «антисемитизм» в широком смысле, поскольку ненависть, выраженная казаками и украинскими крестьянами, по-видимому, возникла прежде всего из «реального» негодования по поводу экономической эксплуатации и из националистического рвения, в отличие от христианского антисемитизма, вытекающего из фантазий о евреях и иррациональной их демонизации, что имело мало отношения к реальности. Негодование нашло выражение в религиозных терминах, в том, что евреев заставляли креститься под страхом смерти, а синагоги осквернялись. Но восставшие христиане действовали с сопоставимой жестокостью и по отношению к другим христианам; католические священники были особой мишенью Хмельницкого и его православных последователей. Тем не менее, евреи, поскольку они были непосредственными агентами польских правящих классов в эксплуатации украинских крестьян и были более многочисленны, чем шляхта или духовенство, часто становились первыми «в очереди» на жестокое возмездие. Линдеманн отмечает: «Это был жестокий век, в котором религиозная идентичность была тесно связана с социальным и экономическим положением, и в конце концов, невозможно отделить религию от других факторов».

## История
События войны, которая была спровоцирована восстанием Хмельницкого, а также её отдалённые результаты привели к трагическим последствиям для населения Украины, Польши и Белоруссии.
Восставшие совершали акты жестокости по отношению к евреям, хотя главными врагами для них были поляки-католики. Войны, которые начались с казацкого восстания 1648 года, продолжались в течение почти 20 лет (в польской традиции этот период называется «Потоп»), но основные потери еврейскому населению Украины были нанесены в первые месяцы военных действий — весной и летом 1648 года.
Еврейский летописец Натан Ганновер свидетельствовал: «С одних казаки сдирали кожу заживо, а тело кидали собакам; другим наносили тяжёлые раны, но не добивали, а бросали их на улицу, чтобы медленно умирали; многих же закапывали живьём. Грудных младенцев резали на руках матерей, а многих рубили на куски, как рыбу. Беременным женщинам распарывали животы, вынимали плод и хлестали им по лицу матери, а иным в распоротый живот зашивали живую кошку и обрубали несчастным руки, чтобы они не могли вытащить кошку. Иных детей прокалывали пикой, жарили на огне и подносили матерям, чтобы они отведали их мяса. Иногда сваливали кучи еврейских детей и делали из них переправы через речки…». Современные историки ставят под сомнение некоторые аспекты хроники Ганновера, как и любой хроники данной эпохи; однако общая реальность указанных событий не вызывает возражений.
В январе 1648 году Хмельницким, избранным гетманом запорожского войска, было отправлено посольство в Крым с целью привлечь татар свою сторону. 6 мая восставшими был уничтожен польский отряд у Жёлтых Вод (ныне в Днепропетровской области), 16 мая при помощи татар восставшие разгромили основные силы поляков под Корсунем (Черкасская область). На всей территории, по которой проходили казаки и татары, евреи и поляки, отказавшиеся перейти в православие, истреблялись или угонялись в рабство. Многие евреев, попавшие в татарский плен, были затем выкуплены еврейскими общинами Османской империи и стран Западной Европы. 16 мая 1648 года началось бегство еврейского населения из Белой Церкви (Киевская область), Паволочи, Чуднова, Любара (Житомирская область) в укрепленные города Полонное, Заславль, Староконстантинов (все — Хмельницкая область), Острог (Ровенская область). Часть евреев покинула Левобережье Днепра после Корсунского сражения совместно с отрядом «оружных людей» князя Иеремии Вишневецкого. Предполагается, что повстанцами на Левобережье были уничтожены еврейские общины Березани (Киевская область) и Миргорода (Полтавская область), однако еврейские хроники не содержат об этом сведений. Затем казаки, возглавляемые Мартыном Небабой, вторглись на терриорию Белоруссии, где вырезали всех евреев и поляков Гомеля и разгромили Пинск, большинству еврейского населения которого, предположительно, удалось бежать.
Евреи в местечках, которые оказались в тылу восставших, — Животов (Винницкая область), Бузовка (Черкасская область), Тетиев (Киевская область), — добровольно сдались татарам, чтобы выжить. Согласно еврейским хронистам, многие евреи из этих местечек были, однако, убиты, в том числе и татарами, которые не желали брать в плен стариков и малолетних детей. Значительная часть пленных погибла по пути в Крым, во время изнурительного перехода.
31 мая 1648 года казаки выдали себя за польский отряд и без боя смогли взять Немиров (Винницкая область), в котором ими были жестоко уничтожены тысячи евреев, включая беженцев из близлежащих сел и местечек. Предполагается, что в этом городе количество погибших было наибольшим; 20 сивана, день падения Немирова, в еврейской традиции впоследствии было объявлено днём поминовения жертв гзерот тах. Частью евреев была принята специальная клятва верности казакам, видимо, после крещения, благодаря чему они были оставлены в живых. Позднее эти евреи были освобождены одним из отрядов войска Вишневецкого. После Немирова был взят Тульчин (Винницкая область). Осада началась вечером 8 июня и вскоре он пал; 12 июня капитулировала также крепость на левом берегу, в которой евреев, включая беженцев из других городов, было намного больше, чем поляков. После переговоров с казаками, обещавшими сохранить осаждённым жизнь, поляки во главе с православным комендантом Четвертинским сдались и выразили согласие выплатить контрибуцию. Евреи в течение четырёх дней находились под стражей. 16 июня толпа крестьян из местных сёл расправилась над ними. Позднее были убиты также поляки. После падения Тульчина были убиты восставшими или бежали, частью на территории находившихся в вассальной зависимости от Османской империи Молдавии и Валахии, евреи Винницы и расположенных к югу от неё Комаргорода, Копиевки, Ладыжина, Шаргорода. Последний захватили в конце июля отряды Максима Кривоноса. Затем восставшие заняли местечки Мурафа, Красное (Винницкая область), Рашков (современная Молдова), Умань, Ямполь (Винницкая область). Еврейская община города Бар, которая была одной из старейших и крупнейших в Подолии, сыграла, наряду с небольшим отрядом немецких ландскнехтов, решающую роль в обороне города. Бар пал 15 июля после перехода местных украинцев на сторону восставших. Евреи города и укрывавшиеся там беженцы из близлежащих Могилёва и Верховки (Винницкая область) погибли. 18 июля погибли евреи Староконстантинова (Хмельницкая область).
22 июля были уничтожены евреи, которые находились в крепости Полонное. Евреи Литина, Уладовки и, вероятно, Хмельника (Винницкая область) были угнаны татарами. Затем пали Заславль и Острог, где также укрывалось большое число евреев. Большинству из них удалось бежать. Каменец-Подольский казаки взять не смогли, однако значительная часть его защитников, включая евреев, погибла от голода и болезней. Не удалоась восставшим взять также крепость Броды (согласно Натану Ганноверу, многие евреи при этом умерли от эпидемии), Львов, Язловец, Бучач (последние два — Тернопольская область), монастырь в Сокале, Белз (Львовская область), Ковель (Волынская область), Перемышль, Нароль (на современной территории Польши).
Войско Хмельницкого дошло до Замосци, а затем в ноябре 1648 года вернулось в приднепровские земли. Весной 1649 года военные действия начались снова.
Зборовский мир, который был заключён между Богданом Хмельницким и польским королем Яном II Казимиром в августе 1649 года после боев у Збаража и Зборова (Тернопольская область), впервые привёл к образованию украинской автономной Гетманщины в рамках Киевского, Черниговского и Брацлавского воеводств. Седьмой пункт этого мирного договора был специально посвящён евреям и запрещал их проживание на территории автономии: «Жиды державцами [управляющими], арендаторами, ане мешканцами [жителями] не мають быти в местах украинных, где казаки свои полки мають».
Военные действия 1649 года затронули еврейское нааселение только в небольшой степени, поскольку все евреи, которые смогли избежать гибели или плена, бежали в Литву, которая в то время включала также большую часть современной Беларуси, на территории Молдавии и Валахии, во внутренние земли Польши, в земли Силезии, Пруссии, Нидерландов и в некоторые другие страны Западной Европы. Еврейские общины сохранялись только в западных землях Украины, до которых не дошло войско восставших, а также в городах, которые последние не смогли взять.
В сентябре 1650 году войско Богдана Хмельницкого совершило поход в Молдавию, который сопровождался грабежом и резнёй местных евреев.
В сентябре 1651 года после поражения Хмельницкого под Берестечком (Волынская область) между королём и Хмельницким был заключён Белоцерковский мир, существенно урезавший территорию и автономию Гетманщины. Это соглашение, в частности, по жёсткому настоянию Польши, дозволяло евреям вернуться в пределы автономии: «Жиды, в маетностях [имениях] Его королевские милости и в шляхетских, как бывали жителями и откупщиками, так и ныне имеют быть». Однако вновь начавшиеся боевые действия не дали евреям возможности реализовать это дозволение.
В 1653 году сын Богдана Хмельницкого Тимош с казацким отрядом совершил новый поход на территорию Молдавию, в ходе которого была устроена масштабная резня евреев в Яссах Это событие описано в дневнике сирийца-христианина Павла Алеппского.
В 1654 году Хмельницкий после попыток перейти под власть Турции перешёл в подчинение единоверному российского царю Алексею Михайловичу (Переяславская рада). Начались совместные действия российской армии совместно с небольшим казацким войском против Речи Посполитой, проходившие в основном на территории Белоруссии и Литвы, а также на территории Украины. Русские войска и присоединившиеся к ним украинские казаки взяли Смоленск, Витебск, Полоцк, Могилёв, Быхов, где вырезали почти все имевшееся там еврейское население. Пострадало большое количество других старых еврейских общин, в том числе в Вильне. В 1655 году русский военачальник, захватив Могилёв, приказал отказавшимся креститься евреям покинуть город, им обещали предоставить проводников на польскую сторону. Однако после выходы из города евреев перебили стрельцы. Тяжёлые потери евреям, включая беженцев из Украины и Белоруссии, были нанесены вторжением шведского войска в Срединную и Западную Польшу в 1655 году и затем событиями Северной войны (1655—1660). Евреев также убивали и грабили шведы и воевавшие с ними поляки. В ходе войн большое число евреев оказалось в российском плену. Большинство было расселено в Поволжье, на Урале и в Сибири. Евреи, оказавшиеся в плену, подвергались насильственному крещению и нередко постригались в монахи.
По завершении войны к Российскому государству согласно Андрусовскому российско-польскому миру 1667 года перешли Левобережная Украина и Киев. Подолия в 1672—1699 годах была под властью Османской империи, власти которой относились к евреям благожелательно. В 1685 году сын Богдана Хмельницкого Юрий был провозглашён гетманом Правобережной Украины. За бесцельные казни, в том числе случай, когда он отдал приказ заживо содрать кожу с еврейки, турки предали его суду и казнили. В части Украины, остававшейся в составе Польши, положение было тяжелым, экономика этих земель понесла значительный урон. Польские короли предпринимали попытки привлечения евреев к восстановлению хозяйства, однако сталкивались с сопротивлением горожан и духовенства. Ян Казимир, правивший в 1648—1658 годах, дозволил насильственно обращённым в христианство евреям вернуться в иудаизм, разрешил торговцам-евреям открывать свои заведения в христианские праздники. Тем не менее хозяйственные связи, которые были прерваны в результате восстания Хмельницкого и длительных войн, так и не удалось восстановить. Материальное положение евреев продолжало ухудшаться. Кроме налогов, выплачиваемых всеми жителями страны в зависимости от сословия, на еврейское население были возложены особая подушная подать и дополнительная — шпильковая (подворная), стационная — направленная на содержание королевского двора.

## Масштабы
Сомнительно, что Богдан Хмельницкий ставил целью полное уничтожение евреев на территории Украины. Судьба жителей местечек находилась в зависимости от произвола местного командира, которому была дана полная свобода действий. В ряде случаев евреи давали «присягу» казакам — крестились по православному обряду — и оставались в живых.
После уничтожения евреев во время восстания Хмельницкого в Левобережной Украине, которая отошла по Андрусовскому договору 1667 года к Российскому царству, почти не оставалось еврейского населения. К концу XVII — началу XVIII века здесь проживало лишь несколько евреев, бывших нелегальными иммигрантами из Польши и Правобережной Украины.
В данных хронистов число еврейских жертв колеблется от 100 тысяч до 500 тысяч. Еврейские источники, современные событиям, оценивают число погибших евреев примерно в 100 тысяч человек, в последующих источниках эта цифра возросла до нескольких сотен тысяч. В XIX веке еврейские историки и вслед за ними другие, восприняли утверждение о количестве убитых евреев согласно свидетелю событий Натану Ганновером, который писал о сотнях тысяч. В XX веке исследователи начали делать уточнения, основанные, в том числе на демографических оценках. Большинство современных историков значительно уменьшили оценку вероятного числа смертей, отчасти потому, что численность евреев в XVIII веке на украинских и польских землях не могла бы вырасти до известного уровня, если бы в середине XVII века действительно произошла резня, в которой была убита большая часть еврейского населения (в целом около 350 тысяч человек).
В исторической науке распространены как оценки в 100 000 погибших евреев и более, так и цифры в диапазоне от 40 до 100 тысяч.
В 1978 году британский журналист ортодоксальный иудей Хаим Бермант писал: «В течение восемнадцати месяцев было разрушено более трёхсот еврейских местечек и погибло более ста тысяч евреев — около пятой части польского еврейства. Это было величайшее бедствие, которое евреи пережили до прихода Гитлера».
Израильский историк Шмуэль Эттингер и американский историк Бернард Вейнриб, опираясь на широкий корпус доступных источников, определили приблизительное число жертв. Вейнриб считает, что еврейские потери не достигли ужасающих цифр, присущих преданиям о погромах времён Хмельницкого, но по его мнению процент жертв среди евреев был значительно выше, чем среди других категорий населения. По оценке Вейнриба, на всей территории Речи Посполитой, которая была охвачена восстаниями и войнами (в том числе польско-шведской войной 1656—1660 годов), в период 1648—1667 годов погибло и умерло от эпидемий и голода 40—50 тысяч евреев, что составило 20—25 % еврейского населения страны по максимальным оценкам. Также 5—10 тысяч евреев бежали в другие страны или не вернулись из плена. По данным Шмуэля Эттингера, на территории Украины до восстания Богдана Хмельницкого проживала 51 тысяча евреев. Из этого числа 30—35 тысяч, то есть около 2/3, погибли или навсегда покинули эти земли. Украинско-канадский историк Орест Субтельный писал: «фрагментарная информация об этом и следующем за ним периоде включает сообщения о быстром возрождении, и ясно указывает на то что катастрофа была не так велика, как считалось прежде».
По мнению южноафриканско-австралийского политолога Колина Татца (2003), нет разницы между природой уничтожения нацистами трёх миллионов польских евреев в период с 1939 по 1945 год, которое преследовало цель полного истребления евреев, и массового убийства 100 тысяч польских евреев в 1648—1649 годах в ходе восстания Хмельницкого, который хотел положить конец польскому правлению на территории Украины, для чего готов был использовать казацкий террор. Американские исследователь в области иудаики Зев Гарбер и религиовед Брюс Цукерман (2004) писали о числе жертв 100—500 тысяч.

## Последствия
На территории восстания была сосредоточена наиболее многочисленная и образованная община мирового еврейства. Истребление значительной части еврейского населения страны оказало глубокое влияние на весь еврейский мир. Субтельный писал: «по сей день восстание Хмельницкого евреи считают одним из самых травмирующих событий в своей истории».
Беженцы заполонили прилегающие земли, и миграция из Украины стала скорее нормой, чем миграция в неё, в отличие от того, как это было со времён позднего Средневековья. Хотя большое количество беженцев вернулось после того, как восстание утихло. Мессианское движение Шабтая Цви, охватившее этот регион в годы после убийства евреев находилось под его влиянием, хотя современные учёные расходятся во мнениях о том, насколько сильным было это воздействие.
Некоторые авторы считают убийства евреев во время хмельнитчины ужасным, но кратковременным и не слишком значительным перерывом в устойчивом росте и экспансии польского еврейства в XVIII, XIX и начале XX веков.
Мифологизированное наследие хмельнитчины в дальнейшем спровоцировало ряд жестоких расправ над евреями в украинской истории. Согласно Электронной еврейской энциклопедии, это наследие «на века омрачило отношения украинцев и евреев. Только с провозглашением Государства Израиль (1948) и обретением Украиной независимости (1991) отношения двух народов вступили в период нормализации».

## В культуре

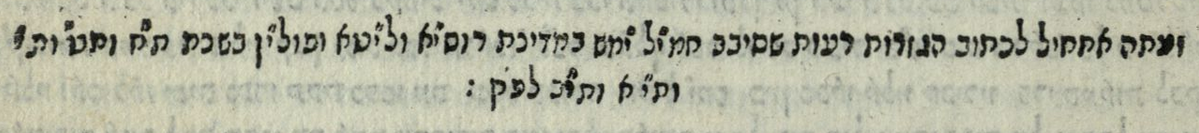
Первое издание книги Натана Ганновера «Пучина бездонная» (1653): «Я пишу о злых указах Хмиля, да будет стёрто его имя…»

Еврейское народное сознание отразило хмельнитчину, в том числе 1648 год, когда истребление евреев было особенно масштабно и неожиданно, как гзерот тах (Господни кары 5408) — эпоху зверской жестокости и бед. Раввины и значительная часть еврейского мира усматривали в этих событиях признак скорого прихода Мессии, что создало благоприятные условия для появления и распространения саббатианства.
В рамках еврейского фольклора, литературы и историографии «Хмель-злодей» — одна из наиболее одиозных и зловещих фигур. Традиционные еврейские комментарии помещали эту фигуру в ряды Амалека и Амана — символов абсолютного зла и безграничной, иррациональной ненависти к евреям.
Евреи, современники событий, считали убийства евреев в ходе восстания Хмельницкого третьим великим уничтожением еврейского народа, величайшим с древних времён, и рассматривали как сокрушительный удар по еврейской жизни на этих землях.
Событиям гзерот тах были посвящены различные произведения еврейской литературы, в том числе драма в стихах Николая Минского «Осада Тульчина» (1888), роман Шолома Аша «Киддуш ха-Шем» («Во славу Божию», 1919), баллада Шаула Черниховского «Бат ха-рав» («Дочь раввина», 1924), роман Исаака Башевиса-Зингера «Дер кнехт» («Раб», 1960).
Через некоторое время после восстания в украинском фольклоре возникли эпические произведения («думы»), которые демонизируют роль евреев в социальной жизни предыдущей эпохи. Например, рассказывается о еврее, насильственно загоняющим казака в шинок или берущим с православных плату за отправление обрядов в церкви. Эти сюжеты не соответствовали реальности. Идеологи украинского национального движения, сочинения ряда украинских писателей и историков (Николай Гоголь, Николай Костомаров и Тарас Шевченко) этим фольклорным мотивам было придано значение бесспорных реалий. Однако украинский историк Михаил Грушевский, а также украинский писатель и филолог Иван Франко отнесли возникновение «дум» к периоду XVIII века.
События войны, начатой восстанием Хмельницкого, стали основой для формирования украинской национальной мифологии, которая значительно позже была идеологически сформулирована в «Истории русов» неизвестного автора, написанной в конце XVIII века и впервые опубликованной в 1846 году. На содержание мифа наложила отпечаток личность Богдана Хмельницкого как беспощадного правителя, успешного дипломата и полководца. Предполагается, что антиеврейская составляющая этого мифа восходит к самому Хмельницкому.
Убийства евреев в ходе восстания Хмельницкого, каково бы ни было их фактическое число, слабо освещены в исторических нарративах, впоследствии написанных украинцами, поляками и русскими. Для украинцев в XX веке Хмельницкий стал национальным героем. Альберт Линдеманн писал: «Его можно считать примером того, как злодей одного народа является героем другого, трагедия одного народа — триумфом другого».